# HD 86080
HD 86080，又名BD+09 2262，SAO 118001、HR 3926，是一颗恒星，视星等为5.85，位于銀經228.26，銀緯44.9，其B1900.0坐标为赤經9h 51m 7.9s，赤緯+9° 44.9′ 25″。